# Liste der Bodendenkmale in Annaberg-Buchholz
In der Liste der Bodendenkmale in Annaberg-Buchholz sind die Bodendenkmale der Stadt Annaberg-Buchholz und ihrer Ortsteile nach dem Stand der Auflistung von Volkmar Geupel aus dem Jahr 1983 aufgelistet. Eventuelle Änderungen und Ergänzungen, insbesondere aus der Zeit nach der Wende, sind nicht berücksichtigt, da für Sachsen aktuell keine neueren allgemein zugänglichen Bodendenkmallisten vorliegen. Die Baudenkmale sind in der Liste der Kulturdenkmale in Annaberg-Buchholz aufgeführt.
| Denkmal-ID | Fundart          | Ortsteil   | Bezeichnung                                            | Zeitstellung    | Lage                          | Bemerkungen | Bild |
| ---------- | ---------------- | ---------- | ------------------------------------------------------ | --------------- | ----------------------------- | --- | ---- |
| ?          | besonderer Stein | Geyersdorf | Gruppe von einem Steinkreuzstumpf und einem Kreuzstein | Spätmittelalter | Ortsmitte, südlich der Kirche | Klingenenden von zwei Hiebwaffen(?) auf Steinkreuz und Kreuz mit Schwert oder anderer Hiebwaffe auf Kreuzstein eingeritzt, Schutz seit 25. März 1963 |      |